# Ernest Henry Mine
Die Ernest Henry Mine ist eine Kupfer-Gold-Magnetit-Mine im australischen Queensland, die etwa 130 von Mount Isa und 38 Kilometer von Cloncurry entfernt liegt. Der Name des Bergwerks ist von Ernest Henry entlehnt, der als erster Europäer das Gebiet im Jahr 1866 erkundete.
Das Bergwerk wurde 1993 aufgebaut, nachdem 1991 eine bedeutende Kupfer-Goldlagerstätte entdeckt worden war. Eröffnet wurde es im Oktober 1997 und Xstrata Copper, ein 100-prozentige Tochter der Xstrata kaufte es im Juni 2003 von der Mount Isa Mining Holdings Limited. 
Im Dezember 2009 gab der Bergwerksbetreiber Xstrata Copper bekannt, dass er den Tagebau der Mine um einen Untertagebau erweitern werde. Im Dezember 2011 wurde das erste wirtschaftlich verwertbare Eisenkonzentrat erzeugt, das weiter zur Eisenerzverhüttung nach Asien verschifft wird. Damit war 2011 der erste Eisenerzkonzentrator in Queensland entstanden. Geplant ist die Förderung von 6 Millionen Tonnen Erz jährlich, die die Erzeugung von 50.000 Tonnen Kupfer und 70.000 Unzen Gold ab 2013 in einem Konzentrat ermöglicht.
Xstrata Copper gab im Februar 2012 bekannt, dass am 29. Juni 2011 die Kupfer-Lagerstätten E1 und Monakoff nahe der Ernest Henry Mine von Exco Resources Ltd für AUD 175 Millionen erworben hat. Die Lagerstätte E1 liegt etwa 8 Kilometer östlich und Monakoff 21 Kilometer südlich der Ernest Henry Mine und formen das Mount Margaret Mining Project.
2010 produzierte die Ernest Henry Mine 74.595 Tonnen Kupferkonzentrat und 91.259 Unzen Gold. Das Bergwerk stellte damit etwa 30 Prozent der Kupferproduktion von Xstrata Copper im nördlichen Queensland her.
Der Ausbau der Bergwerke bedeutet ferner, dass der Betrieb bis 2024 fortgesetzt werden kann.